# カルロ・コッチャ
カルロ・コッチャ（Carlo Coccia, 1782年4月14日 - 1873年4月13日）は、イタリアのオペラ作曲家。オペラ・セミセリアの分野で知られる。

## 生涯
コッチャはナポリに生まれた。この地においてピエトロ・カゼッラ、フェデーレ・フェナローリ、ジョヴァンニ・パイジエッロの下で学ぶ。パイジエッロからジョゼフ・ボナパルトへと紹介されたコッチャは、王の私的な音楽家となった。処女作となった1807年のオペラ『Il matrimonio per lettera di cambio』は失敗に終わる。しかし、翌年にパイジエッロの助力を得て書かれた2作目のオペラ『Il poeta fortunato』は好評を博した。
ヴェネツィアへと移ったコッチャは、オペラ・セミセリアへと集中するようになる。おそらく1815年の『Clotilde』がその最たるものであろう。他の作曲家の模倣、またあまりにもオペラの粗製濫造が過ぎると非難された彼は、やがてジョアキーノ・ロッシーニの台頭の影に隠れることになる。リスボンへと退いたコッチャは1820年から1823年の間をここで過ごした。その後1824年にロンドンに居を構え、ヒズ・マジェスティーズ・シアターの指揮者となった。1827年にはソプラノのジュディッタ・パスタのために『Maria Stuarda』を作曲する。彼女と有名なバスであったルイジ・ラブラーシュがキャスティングされていたにもかかわらず成功には至らず、公演はわずか4回しか行われなかった。
イタリアに帰国したコッチャはオペラ・セリアへ注力し、1833年の『Caterina di Guisa』ではいくらか成功を収めた。しかし、そのためには流行りのガエターノ・ドニゼッティやヴィンチェンツォ・ベッリーニに競り勝たねばならなかった。コッチャは『ロッシーノのためのミサ』の作曲に参加しており、「II.セクエンツィア」より第7曲「ラクリモーサ、アーメン」を担当している。
コッチャは1837年にノヴァーラで楽長となり、またトリノ音楽院の院長に就任、この地で1841年に最後となるオペラを書き上げた。彼はノヴァーラに没した。

## 主要作品

### オペラ
詳細はコッチャのオペラ一覧（英語版記事）を参照
- 『La donna selvaggia』 （1813年）[1]
- 『Caterina di Guisa』 （1833年）

### 宗教音楽
宗教音楽は以下の通り。
- 25のミサ曲
- カルロ・アルベルトのための鎮魂ミサ （1849年）
- 15のモテット
- 21のヴェスペレ
- 17のタントゥム・エルゴ
- 3つのミゼレーレ
- テ・デウム
- スターバト・マーテル

### その他
その他の作品。
- 大管弦楽のための序曲
- 管弦楽伴奏つきのモノローグ『Ero』
- 混声合唱、管弦楽と3つの軍楽バンドのための『Il Lusitano (o I Lusitani)』 ジョアン6世のブラジルからリスボンへの帰還を祝して （1821年）